# NGC 5615
NGC 5615 (również PGC 51435) – galaktyka spiralna (S?), znajdująca się w gwiazdozbiorze Wolarza. Odkrył ją 1 marca 1851 roku Bindon Stoney – asystent Williama Parsonsa. Razem z sąsiednimi galaktykami NGC 5614 i NGC 5613 stanowi obiekt Arp 178 w Atlasie Osobliwych Galaktyk Haltona Arpa.